# Huntington (Utah)
Huntington è un comune degli Stati Uniti d'America, nella contea di Emery nello Stato dello Utah.